# Jung Jae-sung
Jung Jae-sung (Jeonju, 25 de agosto de 1982 - 9 de março de 2018) foi um jogador de badminton sul-coreano, medalhista olímpico, especialista em duplas.

## Carreira
Jung Jae-sung representou seu país nos Jogos Olímpicos de Verão de 2008 e 2012, conquistando a medalha de bronze, nas duplas em Londres 2012, com a parceria de Lee Yong-dae. Encerrou a carreira após os Jogos Olímpicos de Verão de 2012. Morreu em 9 de março de 2018 vítima de infarto.